# Okręg wyborczy Cardiff South East
Okręg wyborczy Cardiff South East powstał w 1950 r. i wysyłał do brytyjskiej Izby Gmin jednego deputowanego. Okręg obejmował południowo-wschodnią część miasta Cardiff. Został zlikwidowany w 1983 r.

## Deputowani do brytyjskiej Izby Gmin z okręgu Cardiff South East
- 1950–1983: James Callaghan, Partia Pracy